# جان دولند
جان دولند (به انگلیسی: John Dowland) (زادهٔ ۱۵۶۳ – دفن‌شده در ۲۰ فوریهٔ ۱۶۲۶) آهنگساز، نوازندهٔ لوت، ترانه‌سرا، و موسیقی‌دان اهل پادشاهی انگلستان در دورهٔ رنسانس بود.